# Тішин Михайло Леонтійович
Михайло Леонтійович Тішин (2 жовтня 1915, село Каменик, тепер Орловської області, Російська Федерація — ?) — радянський діяч, 1-й секретар Ізмаїльського обласного комітету ЛКСМУ, голова Кримської обласної ради професійних спілок, секретар Кримського обласного комітету КПУ.

## Життєпис
З жовтня 1937 служив у Червоній армії.
Член ВКП(б) з 1939 року.
З травня 1944 по листопад 1946 року — 1-й секретар Ізмаїльського обласного комітету ЛКСМУ.
У листопаді 1946 — 1948 року — 1-й секретар Лиманського районного комітету КП(б)У Ізмаїльської області.
У 1948—1949 роках — 2-й секретар Ізмаїльського міського комітету КП(б)У.
На 1950 рік — завідувач Ізмаїльського обласного відділу культпросвітзакладів.
На 1957—1958 роки — 1-й секретар Совєтського районного комітету КПУ Кримської області.
У 1958 — січні 1963 року — голова Кримської обласної ради професійних спілок.
9 січня 1963 — 4 грудня 1964 року — секретар Кримського сільського обласного комітету КПУ та голова сільського комітету партійно-державного контролю. Одночасно, 12 січня 1963 — 7 грудня 1964 року — заступник голови виконавчого комітету Кримської сільської обласної ради депутатів трудящих.
4 грудня 1964 — 2 лютого 1974 року — секретар Кримського обласного комітету КПУ з промисловості.
27 березня 1974 — 1976 року — завідувач відділу з використання трудових резервів виконавчого комітету Кримської обласної ради депутатів трудящих. У 1976—1982 року — завідувач відділу праці виконавчого комітету Кримської обласної ради народних депутатів.
Потім — на пенсії.

## Звання
- капітан

## Нагороди
- орден Трудового Червоного Прапора (26.02.1958)
- орден «Знак Пошани» (23.01.1948)
- медаль «За перемогу над Німеччиною у Великій Вітчизняній війні 1941—1945 рр.» (1945)
- медалі
- Почесна грамота Президії Верховної Ради Української РСР (.10.1965)